# Echinolampas depressa
Echinolampas depressa is een zee-egel uit de familie Echinolampadidae.
De wetenschappelijke naam van de soort werd in 1851 gepubliceerd door John Edward Gray.

## Synoniemen
- Echinolampas caratomoides A. Agassiz, 1869[1]
- Echinolampas blanchardi Cotteau, 1889